# Lacey Green
Lacey Green – wieś i civil parish w Anglii, w Buckinghamshire, w dystrykcie (unitary authority) Buckinghamshire. W 2011 roku civil parish liczyła 2559 mieszkańców.